# Kannadgi, Chitapur
Kannadgi là một làng thuộc tehsil Chitapur, huyện Gulbarga, bang Karnataka, Ấn Độ.